# سالن سرپوشیده

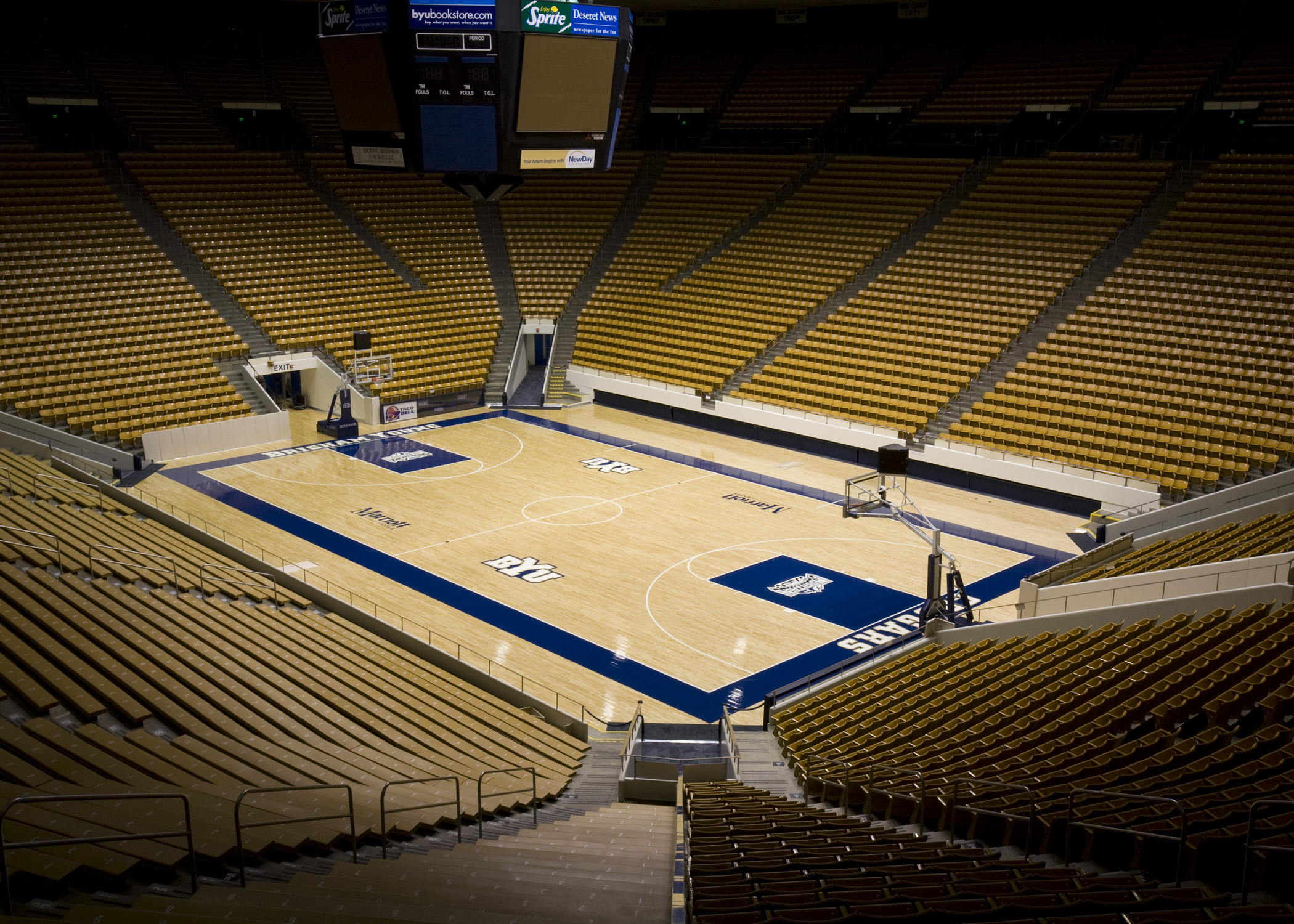
سالن ورزشی بسکتبال در آمریکا

سالن سرپوشیده (به انگلیسی: Arena) سالنی است که معمولاً به صورت مدور، گنبدی یا بیضی شکل دارای کاربرد ورزشی نظیر فوتسال، والیبال، بسکتبال، هاکی، هندبال و گاهی نیز مکانی برای اجرای موسیقی در نظر گرفته می‌شود. امروزه اطراف سالن را دور تا دور صندلی‌هایی برای نشیمن تماشاگران نصب می‌کنند.